# Коронник цитриновий
Коронник цитриновий (Myiothlypis bivittata) — вид горобцеподібних птахів родини піснярових (Parulidae). Мешкає в Перу, Болівії і Аргентині. Його довгий час відносили до роду Коронник (Basileuterus), однак за результатами молекулярно-філогенетичного дослідження цитриновий коронник і низка інших видів були переведені до відновленого роду Myiothlypis

## Опис
Довжина птаха становить 13 см. Довжина крила самця становить 6,1-7,2 см, довжина крила самиці 6-6,6 см. Тім'я чорне, посередині широка жовта або оранжева смуга. Верхня частина тіла оливково-зелена, нижня частина тіла жовта. Дзьоб невеликий, темно-сірий, гострий, лапи блідо-оранжеві.

## Підвиди
Виділяють два підвиди:
- M. b. bivittata (d'Orbigny & Lafresnaye, 1837) — південне Перу, північна і центральна Болівія;
- M. b. argentinae (Sharpe, 1885) — південна Болівія, північна Аргентина.

Рораїманський коронник (Myiothlypis roraimae), що мешкає у Венесуелі, Гаяні та на півночі Бразилії вважався підвидом цитринового коронника, однак був визнаний окремим видом.

## Поширення і екологія
Цитриновий коронник мешкає в тропічних і субтропічних вологих гірських лісах Анд, а також в тропічних і субтропічних рівнинних лісах і бамбукових заростях на висоті від 700 до 1800 м над рівнем моря.